# Episodi di CHiPs (sesta stagione)
La sesta e ultima stagione della serie televisiva CHiPs, composta da 22 episodi, è stata trasmessa negli Stati Uniti dal 10 ottobre 1982 al 1º maggio 1983.
In questa stagione lasciano il cast gli attori che interpretano Jon, Baricza, Bonnie e Turner. Ponch, il sergente Gaetrer, Grossman e Harlan, invece, decidono di restare. Cambia anche la sigla iniziale e quella finale, che hanno un arrangiamento più beat, i personaggi (Bobby Nelson sostituisce Jon, Kathy Linahan sostituisce Bonnie, Benjamin Webster sostituisce Turner). Durante la stagione Bruce Nelson sostituisce il fratello Bobby e di conseguenza si decide di dare spazio anche a lui nella sigla.
| Nº | Titolo originale                  | Titolo italiano               | Prima TV         | Prima TV Italia |
| -- | --------------------------------- | ----------------------------- | ---------------- | --------------- |
| 1  | Meet the New Guy                  | Vi presento il nuovo arrivato | 10 ottobre 1982  |                 |
| 2  | Tight Fit                         | Poliziotto modello            | 17 ottobre 1982  |                 |
| 3  | The Spaceman Made Me Do It        | Me l'ha fatto fare l' E.T.    | 24 ottobre 1982  |                 |
| 4  | Rock Devil Rock                   | Il rock and roll del diavolo  | 31 ottobre 1982  |                 |
| 5  | Speedway Fever                    | La febbre della velocità      | 7 novembre 1982  |                 |
| 6  | Something Special                 | Due corse speciali            | 21 novembre 1982 |                 |
| 7  | This Year's Riot                  | Il week-end dell'anno         | 28 novembre 1982 |                 |
| 8  | Head Over Heels                   | Pazzo d'amore                 | 5 dicembre 1982  |                 |
| 9  | Return to Death's Door            | La curva della morte          | 12 dicembre 1982 |                 |
| 10 | Fallout                           | Manifestazione antinucleare   | 19 dicembre 1982 |                 |
| 11 | Day of the Robot                  | Il giorno del robot           | 2 gennaio 1983   |                 |
| 12 | Hot Date                          | Un appuntamento speciale      | 9 gennaio 1983   |                 |
| 13 | High Times                        | Tempo di scuola               | 16 gennaio 1983  |                 |
| 14 | Country Action                    | Furto del bestiame            | 23 gennaio 1983  |                 |
| 15 | Journey to a Spacecraft           | Viaggio verso l'astronave     | 6 febbraio 1983  |                 |
| 16 | Fox Trap                          | I nuovi talenti               | 20 febbraio 1983 |                 |
| 17 | Brat Patrol                       | La sfida degli allievi        | 27 febbraio 1983 |                 |
| 18 | Firepower                         | Traffico d'armi               | 6 marzo 1983     |                 |
| 19 | Fun House                         | Delta Delta tua per sempre    | 13 marzo 1983    |                 |
| 20 | Fast Company                      | La coppia più veloce          | 20 marzo 1983    |                 |
| 21 | Things That Go Creep in the Night | Il mostro del mare            | 10 aprile 1983   |                 |
| 22 | Return of the Brat Patrol         | La vittoria degli allievi     | 1º maggio 1983   |                 |

## Vi presento il nuovo arrivato
- Titolo originale: Meet the New Guy
- Diretto da: John Astin
- Scritto da: Joseph Gunn

### Trama
Ponch diventa il responsabile della formazione di un nuovo agente, Bobby Nelson. I due investigano su un caso di una ragazza in fuga insieme al suo bambino.

## Poliziotto modello
- Titolo originale: Tight Fit
- Diretto da: John Florea
- Scritto da: Joseph Gunn e Paul Mason

### Trama
Ponch viene assunto per un lavoro part-time come modello per una società di jeans, ma scopre che non diviene subito una celebrità. Dopo un po' di tempo trova la notorietà che tanto cercava, ma questo lo distrae dal suo vero compito: catturare una coppia di ladri di diamanti e mettere dietro le sbarre un fotografo squallido coinvolto nella pornografia infantile.

## Me l'ha fatto fare l' E.T.
- Titolo originale: The Spaceman Made Me Do It
- Diretto da:  Winrich Kolbe
- Scritto da: Donald L. Gold

### Trama
Mentre stanno compiendo il turno notturno, Bobby e Ponch devono intervenire ad un furto in una gioielleria. Il colpevole è una giovane ragazza, che sostiene sia stato un alieno a spingervela.
● Guest Star: Kyle Richards

## Il rock and roll del diavolo
- Titolo originale: Rock Devil Rock
- Diretto da: John Astin
- Scritto da: Larry Mollin

### Trama
Ponch e Bobby hanno ricevuto l'incarico di proteggere Moloch, una rock star. Egli poi si confida con i due agenti, dicendogli che pensa che lui sia maledetto e presto morirà.

## La febbre della velocità
- Titolo originale: Speedway Fever
- Diretto da: Charles Bail
- Scritto da: Paul Mason, Paul Playdon e Gerald Sanford

### Trama
Mentre Bobby e Ponch inseguono una banda di banditi in moto ad alta velocità, un giovane cadetto dell'accademia CHP comincia ad avere dei ripensamenti sul suo lavoro, a causa dei suoi problemi famigliari.

## Due corse speciali
- Titolo originale: Something Special
- Diretto da: Charles Bail
- Scritto da: Beverly Bloomberg e Pamela Ryan

### Trama
Ponch aiuta dei bambini che si allenano per delle Olimpiadi Speciali. Un vecchio amico di Bobby si prepara per un salto con la moto passando sopra un aereo. Grossman compra un camion carico di uova.

## Il week-end dell'anno
- Titolo originale: This Year's Riot
- Diretto da: Richard A. Colla
- Scritto da: Larry Mollin

### Trama
Un gruppo di ragazzi selvaggi e alcuni aspiranti bagnanti nudisti rovinano il party dei CHiPs nella casa sulla spiaggia di Grossman.

## Pazzo d'amore
- Titolo originale: Head Over Heels
- Diretto da: Richard Irvin
- Scritto da: Loraine Despres

### Trama
Ponch si innamora di Vanessa, una bella insegnante di scuola e comincia a fare dei progetti sul suo matrimonio con lei. Ma improvvisamente il cane che Ponch le ha regalato attraversa la strada e Vanessa viene investita da un automobilista ubriaco. Ponch cerca di salvarla, ma lei muore.
- Altri interpreti: Beverly Sassoon (Vanessa)

## La curva della morte
- Titolo originale: Return to Death's Door
- Diretto da: Winrich Kolbe
- Scritto da: Gerald Sanford

### Trama
Un uomo accusa Ponch per la morte del fratello, peraltro amico dell'agente. Quest'ultimo cerca di spiegargli che non c'entra nulla con il decesso della persona. A quel punto l'uomo, corridore, sfida Ponch a una gara.

## Manifestazione antinucleare
- Titolo originale: Fallout
- Diretto da: Nicholas Sgarro
- Scritto da: Norman Hudis e Larry Mollin

### Trama
Gli agenti hanno a che fare con dei manifestanti in una centrale nucleare. In seguito la tensione si alza, e gli agenti sono costretti ad arrestare i manifestanti più "caldi"; fra questi c'è la figlia del sergente Getraer.

## Il giorno del robot
- Titolo originale: Day of the Robot
- Diretto da: Phil Bondelli
- Scritto da: Gerald Sanford

### Trama
Ponch e Bobby si divertono con un robot assegnato alla loro stazione di polizia; non sanno i pericoli che stanno rischiando.

## Un appuntamento speciale
- Titolo originale: Hot Date
- Diretto da: John Florea
- Scritto da: Joseph Gunn e Paul Mason

### Trama
Ponch è tenuto prigioniero nel suo appartamento da una coppia di criminali assetati di vendetta.

## Tempo di scuola
- Titolo originale: High Times
- Diretto da: Phil Bondelli
- Scritto da: Gerald Sanford

### Trama
Ponch e Bobby cercano di rintracciare una coppia di giovani ladri d'auto.

## Furto del bestiame
- Titolo originale: Country Action
- Diretto da: Charles Bail
- Scritto da: Joseph Gunn e Paul Mason

### Trama
Ponch e Bobby sono sulle tracce di una banda di ladri di bestiame che vendono bovini infettati dall'antrace.

## Viaggio verso l'astronave
- Titolo originale: Journey to a Spacecraft
- Diretto da: Richard Irving
- Scritto da: Gerald Sanford

### Trama
Ponch e Bobby devono prendersi cura di un cane rapito e di un bambino malato in fuga, Kevin. Egli sta sognando che gli UFO lo stanno guarendo dalla sua malattia.

## I nuovi talenti
- Titolo originale: Fox Trap
- Diretto da: Charles Bail
- Scritto da: Larry Mollin

### Trama
Ponch e Bobby cercano di evitare che tre musiciste rock siano vittima di un organizzatore di concerti senza scrupoli.

## La sfida degli allievi
- Titolo originale: Brat Patrol
- Diretto da: John Astin
- Scritto da: Joseph Gunn e Paul Mason

### Trama
Ponch e Bobby sono a caccia di uno spacciatore di droga.

## Traffico d'armi
- Titolo originale: Firepower
- Diretto da: Phil Bondelli
- Scritto da: Donald L. Gold

### Trama
Ponch e Bobby cercano di catturare una banda di motociclisti che vendono armi pericolose nel mercato nero.

## Delta Delta tua per sempre
- Titolo originale: Fun House
- Diretto da: Charles Bail
- Scritto da: Gerald Sanford

### Trama
Ponch e Bobby indagano su una serie di furti in un campus locale. Bruce cerca di trovare una bambina che viene rapita da una donna.

## La coppia più veloce
- Titolo originale: Fast Company
- Diretto da: Phil Bondelli
- Scritto da: Gerald Sanford, Stuart Jacobs e Barry Jacobs

### Trama
Ponch collabora con Bruce per scovare l'uomo che ha rubato un'auto.

## Il mostro del mare
- Titolo originale: Things That Go Creep in the Night
- Diretto da: Robert Pine
- Scritto da: Barry Jacobs e Stuart Jacobs

### Trama
Ponch e Bruce cercano di proteggere una donna che sembra essere pedinata da un personaggio dei fumetti.

## La vittoria degli allievi
- Titolo originale: Return of the Brat Patrol
- Diretto da: Phil Bondelli
- Scritto da: Loraine Despres, Joseph Gunn e Paul Mason

### Trama
Una banda di adolescenti disadattati, ex-membri dell'Explorer Troop di Ponch, torna per aiutarlo a catturare un gruppo di estorsori.